# Ernesto Jochamowitz-Endesby
Ernesto Henry Jochamowitz-Endesby Martínez (pronunciado /Yojámovits/ en fonética española; Lima, Perú, 27 de noviembre de 1965) es un piloto peruano de rallies, ganador en 3 ocasiones del Rally Caminos del Inca en el Perú, 6 campeonatos de Rally.

## Biografía
Ernesto  "Neto" Jochamowitz desde los 13 años se hace amante del Kartismo al asistir con su padre al Autódromo de Santa Rosa. Desde el año 1978 participa en torneos nacionales de Kartismo en el Perú, desde la división Junior, pasando por la Intermedia y luego en la de Expertos. Debido a sus grandes actuaciones, es invitado a participar en el Panamericano Internacional, llevado a cabo en Chile en 1982.  En 2007 fue nominado entre los 5 peruanos como portador de la antorcha olímpica 2008.

## Como kartista
- 7 Campeonatos nacionales de Kartismo
- 1990 World Championship Formula K

Championship position: 22
- 1990 Campeón sudamericano
- 1992 Campeón sudamericano

## Fórmula 3
- 1989

Fórmula 3 South America
Team: Winston Team Puerto Rico
Car: Reynard 883 (Volkswagen)
- 1986
- Fórmula 3 Britain

Championship position: 18 (3 points)
5 races. 0 wins.
Team: Reynard Racing Cars
Car: Reynard 863 (Volkswagen)
- - Fórmula 3 European Cup

Race position: 5.
Car: Reynard 863 (Volkswagen)
- 1985 Fórmula 3 Italian Championship

Championship position: 12
Team: Enzo Coloni Racing
Car: Martini (alfa Romeo)
- 1984 Fórmula 3 Italian Championship

Championship position: 18
Team: Enzo Coloni Racing
Car: Ralt RT3 (Alfa Romeo)

## Carreras de autos
- 6 Campeonatos nacionales de Rally
- 2 Seis horas Peruanas
- 3 Caminos del Inca

## Palmarés
- Otorgan los ¨Laureles Deportivos¨ 1993
- Campeón Nacional de Kartismo (1980,1983, 1984, 1985, 1986, 1987 y 1988)
- Campeón Nacional de Rally (1997,1998, 1999, 2003, 2004)
- Campeón de Caminos del Inca (1998, 1999, 2007)
- Ganador de la Fórmula 3 Copa Confraternidad Chile-Perú (1994)
- Campeón Formula 3 Peruana (1990,1991,1992,1993,1994,1995)